# 布朗陨石坑
布朗陨石坑（Brown）是位于月球正面西南高地区的一座撞击坑，其名称取自英国数学家暨天文学家欧内斯特·威廉·布朗（Ernest William Brown，1866年-1938年），1935年被国际天文学联合会批准接受，目前尚无有关该陨坑形成时间的信息。

## 描述

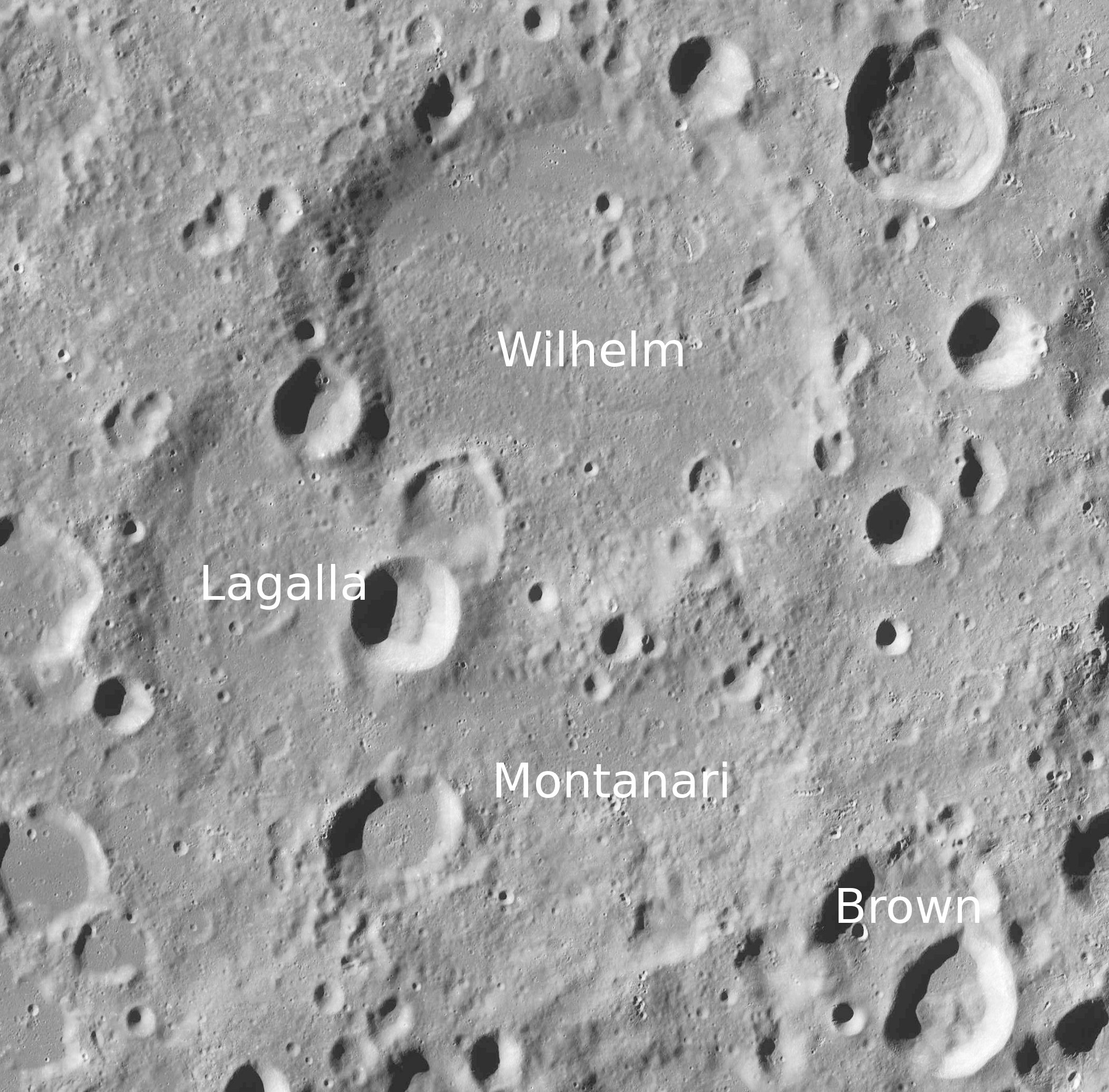
布朗陨石坑的周边，月球勘测轨道飞行器拍摄。

该陨坑西北毗邻更大的蒙塔纳里环形山、西北偏北为威廉环形山、明亮射纹束环绕的第谷坑位于它的东北，东侧则是大陨坑斯特里特环形山、南面横亘着隆哥蒙塔努斯环形山。陨坑中心月面坐标为46°32′S 17°59′E / 46.53°S 17.99°E，直径34.03公里，深度约2.088公里。
布朗陨石坑是一座典型的圆形撞击坑，但由于东南侧卫星坑布朗 E的侵入，其外观明显发生畸变。它的北侧壁已被夷平且边缘呈多边形状，西侧坑壁上有一处向西伸出的小峪口。坑壁平均高出周边地形960米，内部容积约822.58公里³。

## 卫星陨石坑
按惯例，最靠近布朗陨石坑的卫星坑将在月图上以字母标注在它的中心点旁边。

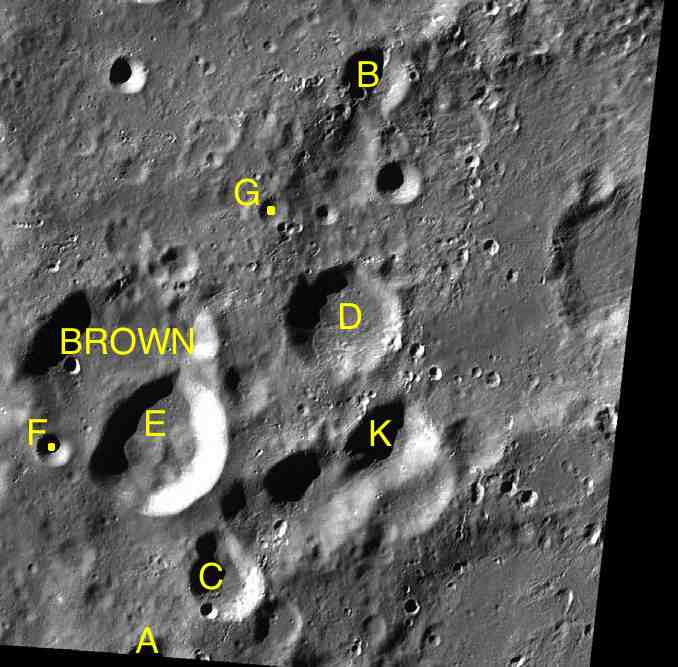
LAC-111 区域图

| 布朗 | 纬度     | 经度     | 直径       |
| ---- | -------- | -------- | ---------- |
| A    | 48.15° S | 17.44° W | 15.75公里  |
| B    | 44.73° S | 16.17° W | 11.66公里  |
| C    | 47.58° S | 17.00° W | 12.33公里  |
| D    | 46.07° S | 16.25° W | 19.51公里  |
| E    | 46.86° S | 17.63° W | 23.19公里  |
| F    | 46.91° S | 18.48° W | 5.50公里   |
| G    | 45.51° S | 16.88° W | 4.74公里   |
| K    | 46.74° S | 15.75° W | 14.91;公里 |

## 参引资料
1. ↑   (PDF).   [2016-10-01]. （原始内容存档 (PDF)于2013-02-20）.
2. ↑  .   [2016-10-01]. （原始内容存档于2020-11-27）.
3. ↑  .   [2016-10-01]. （原始内容存档于2014-12-18）.
4. 1 2  Lunar Impact Crater Database